# Dragon Champions
Dragon Champions  — бесплатная мобильная пошаговая фэнтези-RPG, созданная российской студией разработки мобильных игр PlayQuantum и выпущенная паблишером мобильных игр AppQuantum для платформ Android и iOS. Распространяется по модели free-to-play. Релиз игры во всем мире состоялся 30 сентября 2019 года.

## Геймплей
Dragon Champions – это приключенческая ролевая игра с пошаговыми сражениями в фэнтезийном сеттинге. Игровой процесс Dragon Champions регулярно предлагает пользователю решать тактические задачи разной сложности. Избраннику драконов предстоит собрать команду героев для сражений на арене с другими игроками, прохождения сюжетных кампаний и других режимов.

## Сюжет
Действие происходит в волшебном мире Корадор. Столетия назад фантастический мир Корадор находился под присмотром богов. Но когда божественный пантеон настиг раздор, право охранять Корадор и защищать его расы получили Драконы. Спустя много лет, по неизвестным причинам происходящее перестало интересовать Протекторов. Люди и орки, эльфы и гоблины восстали друг против друга, обнажив клинки в междоусобных распрях. Панды и Стая не желали вступать в кровопролитную бойню и затаились в своих землях, готовые отразить любое нападение извне. В момент, когда великий Корадор был ослаблен войнами, в реальность вторглись демоны, подпитываемые ненавистью и страхом всех обитателей фантастической империи.
В Dragon Champions показаны отношения двух фракций: Ордена Белого Пламени и Кланов Пустошей. В рядах Ордена люди, эльфы, панды и гномы. Кланы объединили орков, гоблинов, полусвинок и зверолюдей — антропоморфных животных, наделенных удивительными способностями. Воины двух фракций издавна ведут непримиримые битвы между собой, однако трудные времена вынуждают их бросить совместный вызов новой угрозе. С одной стороны демоны, с другой неведомые Отражения, творения злодея Конрада Савитара. Теперь Ордену Белого Пламени и Кланам Пустошей необходимо собрать все силы и выступить на стороне добра, отложив разрешение личного конфликта на потом.

## Герои
В Dragon Champions 9 рас. Базовая версия игры содержала 7 рас: люди, эльфы, панды, орки, гоблины, зверолюди и демоны. Обновление HalfSeige добавило еще две: гномы и полусвинки. Расы не влияют на прохождение сюжетной кампании, но имеют большое значение в Турнирах, поскольку в некоторых Турнирах принимать участие могут только герои определенных рас. Также раса героя важна при формировании команды под способности выбранного лидера.
Герои в Dragon Champions делятся на 6 классов: защитники, лекари, воины, маги, стрелки и разбойники. Получить (призвать) героя можно с помощью камней героев, получаемых за различные активности. Их также можно купить в магазине за дракоины и другую внутриигровую валюту.
Некоторых легендарных героев игроки могут разблокировать, пройдя специальные события.

## Отзывы
Аудитория приняла Dragon Champions хорошо. BlueStacks в своем обзоре игры отметили, что: «Dragon Champions – одна из самых новых громких гатя-игр на рынке. Для первого проекта PlayQuantum на рынке мобильных игр она крайне хороша, благодаря графике, подаче контента и перформансу».
Сайт RBK games отметили: «На Dragon Champions вполне можно потратить полчаса-час свободного времени в день, если больше нечем заняться. Игра спасет от скуки в офисе, городском транспорте, во время путешествий и загородного отдыха».
Сайт LevelWinner.com утверджает, что «Dragon Champions, сочетая в себе различные популярные жанры и механики, дарит игрокам уникальный игровой опыт. Благодаря трем мастерски написанным сюжетным кампаниям, Dragon Champions рассказывает одновременно привлекательную и интересную историю, с большим количеством отсылок к фэнтези и поп-культуре, сохраняя легкий настрой, но не теряя вовлеченность игроков».
Согласно рецензии сайта Wisegeek.ru «Dragon Champions — очень красиво нарисованная игра с интересным миром и диалогами. Для игроков, любящих сюжетные игры, это будет настоящим подарком».
Также в своем обзоре игры немецкий сайт Ocomic.de говорит, что: «Героев в Dragon Champions необходимо постоянно прокачивать, чтобы проходить более масштабные и сложные кампании».
Тем не менее, российский игровой сайт iqgamm.com подмечает: «Используемая в Dragon Champions система боев и прокачки далеко не уникальна. На подобных механиках построены MARVEL Strike Force и Star Wars: Galaxy of Heroes».